# Polanów
Polanów (Duits: Pollnow) is een stad in het Poolse woiwodschap West-Pommeren, gelegen in de powiat Koszaliński. De oppervlakte bedraagt 7,61 km², het inwonertal 3001 (2005).

## Verkeer en vervoer

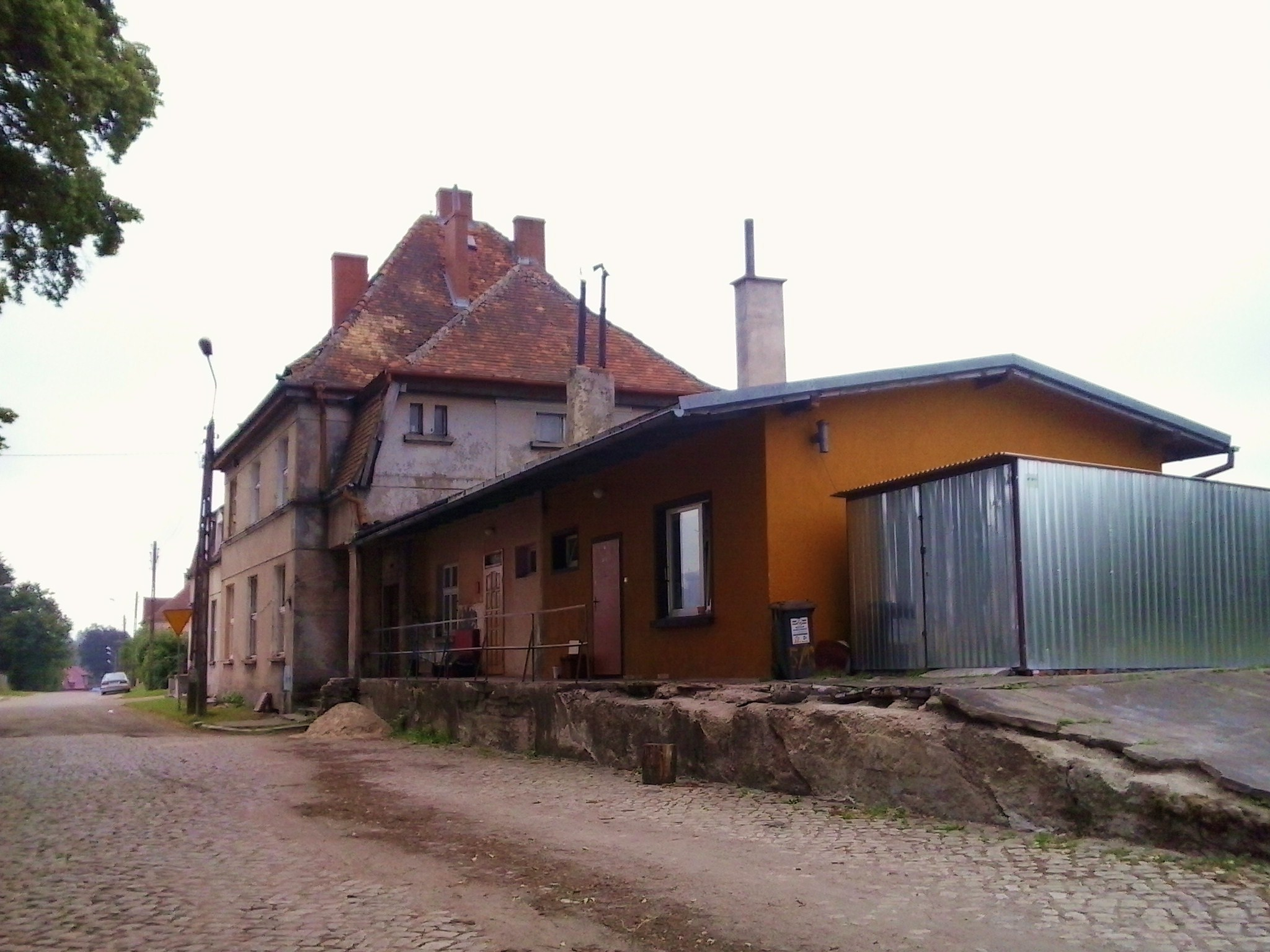
Voormalig station Pollnow (2013)

### Spoorlijnen
Pollnow had een station aan de spoorlijn Gramenz – Zollbrück. Naast het station lag het tweede station Pollnow voor de smalspoorlijnen naar Sławno, Koszalin en Gołogóra. In 1934 werd de lijn naar Sławno omgebouwd naar normaalspoor. Beide stations werden in 1897 geopend en in 1945 gesloten.